# Danmarks ambassade i Wien
Danmarks ambassade i Wien er Danmarks officielle repræsentation i Østrig. Ambassaden blev etableret i 1955 efter Østrigs neutralitetserklæring og har siden da haft til opgave at fremme samarbejdet mellem Danmark og Østrig på tværs af mange forskellige områder. Ambassaden er beliggende i den østrigske hovedstad Wien og ledes af en ambassadør, der er udnævnt af den danske regering.
Ambassadens hovedopgaver er at fremme og styrke samarbejdet mellem Danmark og Østrig i politiske, økonomiske og kulturelle spørgsmål. Ambassaden arbejder tæt sammen med østrigske myndigheder og repræsentanter for det østrigske samfund for at fremme samarbejde og forståelse mellem de to lande.
Ambassaden har en række afdelinger, herunder en politisk afdeling, en økonomisk afdeling, en konsulær afdeling og en presse- og kulturafdeling. Derudover har ambassaden en handelsafdeling, der arbejder med at fremme dansk eksport og investeringer i Østrig, og en innovationsafdeling, der støtter innovation og videnskabeligt samarbejde mellem Danmark og Østrig.
Ambassaden bidrager også til at fremme dansk kultur i Østrig og støtter kulturelle begivenheder og udvekslinger mellem Danmark og Østrig. Ambassaden bidrager også til at fremme turismen til Danmark og hjælper danske borgere i Østrig med konsulær bistand og andre services.

## Tidligere ambassadører
Der er for få eller ingen kildehenvisninger i dette afsnit, hvilket er et problem. Du kan hjælpe ved at angive troværdige kilder til de påstande, som fremføres.

- 2022–nu Christian Grønbech-Jensen
- 2018–2022 René Rosager Dinesen
- 2013–2018 Liselotte Kjærsgaard Plesner
- 2010–2013 Torben Brylle
- 2007–2010 Hugo Østergaard-Andersen
- 2005–2006 Gunnar Ortmann
- 2001–2005 Torben Mailand Christensen
- 1997–2001 Henrik Wøhlk
- 1993–1997 Jørgen Rud Hansen Bøjer
- 1992–1993 Ole Lønsmann Poulsen
- 1989–1991 Henrik Munck Netterstrøm
- 1984–1989 Jens Christensen
- 1981–1984 Gunnar Schack Larsen
- 1977–1981 Jørn Stenbæk Hansen
- 1974–1977 Christian Holten Eggert
- 1971–1974 John Knox
- 1965–1971 Aksel Christiansen
- 1960–1965 Sigvald Alexander Kristensen
- 1959–1960 Bodil Gertrud Begtrup
- 1953–1959 Constantin Brun
- 1946–1953 Hans Jakob Hansen